# Phép quang trắc
Phép quang trắc (tiếng Anh: Photogrammetry) là sự thực hành việc xác định các thuộc tính hình học của các vật thể từ các hình nhiếp ảnh/ảnh chụp. Phép quang trắc cũng lâu đời nhưthuật nhiếp ảnh hiện đại và có thể có từ giữa thế kỷ thứ mười chín. Trong ví dụ đơn giản nhất, khoảng cách giữa hai điểm mà nằm trên một mặt phẳng song song với mặt phẳng ảnh chụp có thể được xác định bằng cách đo khoảng cách của chúng trên ảnh, nếu tỷ lệ/tỷ xích của ảnh được biết. Việc này được làm bằng cách nhân khoảng cách được đo với.
Một kỹ thuật phức tạp hơn, mà được gọi là phép quang trắc lập thể (Stereophotogrammetry), gồm việc ước lượng các tọa độ ba chiều của các điểm trên một vật thể. Những cái này được xác định bởi các phép đo mà được làm trên hai ảnh chụp hay nhiều hơn mà được chụp từ các vị trí khác nhau (xem thêm SONAR, RADAR, LiDAR...). Các điểm chung được nhận diện trên mỗi ảnh. Một đường ngắm có thể được vẽ từ vị trí máy ảnh đến điểm đó trên vật thể. Chính giao điểm của các tia này (phép tam giác đạc, triangulation) xác định vị trí ba chiều của điểm đó. Các toán phức tạp hơn có thể khai thác thôngtin khác về quang cảnh mà được biết như một tiên nghiệm đích, ví dụ nhưnhững sự đối xứng, mà trong vài trường hợp là cho phép những sự tái tạo dựng/ những sự vẽ lại các tọa độ 3D từ chỉ một vị trí máy ảnh.
Phép quang trắc được dùng trong các lĩnh vực khác nhau, như là vẽ bản đồ địa hình, khoa kiến trúc, khoa kỹ thuật thiết kế, trong sản xuất, trong khâu kiểm soát chất lượng, sự điều tra của cảnh sát và khoa địa chất, cũng như bởi các nhà khảo cổ để nhanh chóng tạo ra các sơ đồ của các địa điểm rộng lớn hay phức tạp và hay bởi các nhà khí tượng học như một cách để xác định tốc độ gió thực của một cơn bão mà ở đó các dữ liệu thời tiết khách quan không thể lấy được. Nó cũng được dùng để kết hợp  
hành động thực/hành động trực tiếp với hình ảnh được tạo bởi máy tính trong hậu kỳ sản xuất phim; Fight Club là một ví dụ tốt về sự sử dụng phép quang trắc trong điện ảnh.
Các thuật toán cho phép quang trắc tiêu biểu là biểu diễn bài toán như bài toán tối thiểu hóa tổng số các bình phương của một tập các sai số. Sự tối thiểu hóa này được biết như sự điều chỉnh chùm và thường được thực hiện bằng cách dùng thuật toán Levenberg–Marquardt.

## Các phương pháp quang trắc

Mô hình dữ liệu của Georg Wiora về phép quang trắc.

Phép quang trắc dùng các phương pháp từ nhiều môn học gồm quang học và hình học xạ ảnh. Mô hình dữ liệu ở bên phải cho thấy loại thông tin gì có thể đi vào và đi ra các phương pháp quang trắc.
Các tọa độ 3D định nghĩa các vị trí của các điểm của vật thể trong không gian 3D. Các tọa độ ảnh định nghĩa các vị trí của các ảnh của các điểm của vật thể trên phim hay một thiết bị tạo ảnh điện tử. Sự định hướng bên ngoài của một máy ảnh định nghĩa vị trí của nó trong không gian và hướng nhìn của nó. 
Sự định hướng bên trong định nghĩa các tham số hình học của quá trình xử lý tạo ảnh. Đây chủ yếu là tiêu cự của các thấu kính, nhưng cũng gồm sự mô tả của những sự méo/biến dạng của thấu kính. Các quan sát bổ sung thêm nữa đóng một vai trò quan trọng: Với các khung tỉ lệ, về cơ bản là một khoảng cách được biết của hai điểm trong không gian, hay các điểm cố định được biết, sự kết nối đến các đơn vị đo lường cơ bản được tạo ra.
Mỗi trong số bốn biến số chính có thể là một dữ liệu đầu vào hay một dữ liệu đầu ra của một phương pháp quang trắc học.
Quang trắc học đã được định nghĩa bởi American Society for Photogrammetry and Remote Sensing (ASPRS) như nghệ thuật, khoa học và công nghệcủa việc lấy thông tin đáng tin cậy về các vật thể vật lý và môi trường qua các quá trình/phương thức ghi nhận, đo và diễn dịch các ảnh chụp và các mẫu hình của năng lượng điện từ bức xạ được ghi nhận và các hiện tượng khác.